# Administrateur agréé (Québec)
Un administrateur agréé est un membre de l’Ordre des administrateurs agréés du Québec qui peut utiliser l’abréviation « Adm.A. ».
Le titre Adm.A. s’avère une profession réglementée à titre réservé; elle ne comporte pas d’activités réservées. Ces professionnels de la gestion sont encadrés par le système professionnel québécois.
Au Canada (hors Québec), il n’y a aucun titre professionnel équivalent dans les sciences de la gestion.

## Profession Adm.A.
En vertu de l'article 37i du Code des professions du Québec, les membres Adm.A. peuvent exercer les activités professionnelles suivantes : participer à l’établissement, à la direction et à la gestion d’organismes publics ou d’entreprises, en déterminer ou en refaire les structures ainsi que coordonner et contrôler leurs modes de production ou de distribution et leurs politiques économiques ou financières et fournir des services de conseil en ces matières.
Les membres Adm.A. peuvent aussi utiliser les titres:
- C.M.C. (Certified management consultant ou Conseiller en management certifié), s'il se sont qualifiés auprès de CMC-Canada, par l'entremise de l'Ordre des administrateurs agréés du Québec[2];
- Pl.Fin. (Planificateur financier), s'ils ont obtenu le diplôme de "planificateur financier" auprès de l'Institut québécois de planification financière (IQPF) et s'ils sont admissibles à l'encadrement par l'OAAQ selon les critères de la Loi sur la distribution des produits et services financiers (LDPSF) qui est administrée par l'Autorité des marchés financiers (AMF).

L'OAAQ administre aussi le titre de "Planificateur financier" (Pl.Fin.) pour ses membres qui en sont le porteur, dans le cadre d'une convention entre l'OAAQ et l'AMF (Autorité des marchés financiers).

## Histoire du titre Adm.A.
- Dès 1954, soit la fondation de la « Corporation des administrateurs professionnels / The Corporation of Professional Administrators », ces professionnels utilisaient l’appellation « "Administrateur Professionnel" (Adm.P.) / "Professionnal Administrator" (P.Adm.). ».
- Dès 1973, sous l’empire de la nouvelle loi encadrant le système professionnel québécois, ces professionnels sont désignés « Administrateurs agréés » (Adm.A.) en français ou « Chartered Administrators » (C.Adm.), en anglais[3],[4].